# Alberdi (Paraguai)
Alberdi é um distrito do Paraguai, localizado no departamento de Ñeembucú. Possui 7.552 habitantes.

## Transporte
O município de Alberdi é servido pelas seguintes rodovias:
- Caminho em terra ligando a cidade de San Juan Bautista del Ñeembucú ao município de Villa Oliva [1][2][3]